# أليكسي بيشينكو
أليكسي بيشينكو (مواليد 5 فبراير 1988) هو متزلج فني إسرائيلي، مثل إسرائيل في أولمبياد 2014، 2018 و2022.

## وصلات خارجية
- أليكسي بيشينكو على موقع الاتحاد الدولي للتزلج (الإنجليزية)
- أليكسي بيشينكو على موقع اللجنة الأولمبية الدولية (الإنجليزية)
- أليكسي بيشينكو على موقع أوليمبيديا (الإنجليزية)